# Pterocyrtus
Pterocyrtus is een geslacht van kevers uit de familie van de loopkevers (Carabidae). De wetenschappelijke naam van het geslacht is voor het eerst geldig gepubliceerd in 1920 door Sloane.

## Soorten
Het geslacht Pterocyrtus omvat de volgende soorten:
- Pterocyrtus cavicola Moore, 1994
- Pterocyrtus globosus Sloane, 1920
- Pterocyrtus grayi Eberhard & Giachino, 2011
- Pterocyrtus meridionalis Eberhard & Giachino, 2011
- Pterocyrtus rubescens Sloane, 1920
- Pterocyrtus striatulus Sloane, 1920
- Pterocyrtus tasmanicus (Castelnau, 1867)
- Pterocyrtus truncaticollis Sloane, 1923